# مصطفى عبد الله طه

من اليمين: عبد العزيز الوتاري ومشعل حمودات ومصطفى عبد الله طه عام 1955

الوزير مصطفى عبد الله طه الموصلي، هو وزير الصناعة في العراق بعهد حكومة عبد الرحمن البزاز، والذي توفي مع عبد السلام عارف رئيس الجمهورية الأسبق في حادث الطائرة في منطقة القرنة في محافظة البصرة جنوب العراق.

## ولادته ونشأته
ولد في عام 1348هـ/1929م، في مدينة الموصل، وبها نشأ وتعلم القرآن وهو صغير في الكتاتيب ثم أكمل دراسته الأولية في الموصل وأوفد بعد ذلك للدراسة خارج العراق، وحصل على شهادة الهندسة، وعين مهندسا في وزارة الصناعة ثم نال عدة وظائف وأختير وزيرا للصناعة.

## وفاته
توفي في حادث سقوط الطائرة بصحبة رئيس الجمهورية عبد السلام محمد عارف في يوم 22 ذو الحجة 1385 هـ/ 13 نيسان 1966م، وتم تشييع جثمانه في موكب رسمي مهيب، وصلى على جنازته الحاج معتوق الأعظمي في جامع الإمام الأعظم في الأعظمية ودفن في مقبرة الخيزران، قرب ضريح القائد محمد فاضل باشا الداغستاني.